# ジュリア・スウィーニー
ジュリア・スウィーニー（Julia Sweeney,  1959年10月10日 - ）は、アメリカ合衆国の女優である。

## 来歴
1959年、ワシントン州スポケーンに生まれる。父親は弁護士で、母親は主婦だった。高校を卒業後、同州にあるワシントン大学へ進学し、経済学を専攻。その後、ロサンゼルスに渡り、コロンビア ピクチャーズとユナイテッド・アーティスツで経理として働き始める。そして経理として働いていた時に、即興コメディ劇団『The Groundlings』に参加し、コメディエンヌとしての才能を開花させた。独自のキャラクターも作り上げ、劇団の舞台で活躍していた時にコメディ番組『サタデー・ナイト・ライブ』のプロデューサーでもあったローン・マイケルズに見い出され、同番組のレギュラーキャストとして1990年から1994年まで出演した。同番組への出演で人気が上昇し、映画などへも女優として出演するようになり、クエンティン・タランティーノ監督の『パルプ・フィクション』などへも出演した。現在は女優としてテレビドラマや映画で活躍しており、順調にキャリアを積んでいる。

### 私生活
1989年にイギリス出身の俳優で脚本家のスティーヴン・ヒバートと結婚。しかし1994年に離婚し、2008年にMichael Blumと再婚し、1児をもうけた。

## 出演作品

### 映画
- エルヴァイラのハロウィン・スペシャル Elvira's Halloween Special (1986) ※テレビ映画
- Dinner at Eight (1989)
- グレムリン2 新・種・誕・生 Gremlins 2: The New Batch (1990)
- ジャイアント・ベビー Honey I Blew Up the Kid (1992)
- コーンヘッズ Coneheads (1993)
- パルプ・フィクション Pulp Fiction (1994)
- いとしのパット君 It's Pat (1994)
- Stuart Saves His Family (1995)
- 新・裸足の重役/ねらえ!高視聴率 The Barefoot Executive (1995)
- Meet Wally Sparks (1997)
- ベガス・バケーション Vegas Vacation (1997)
- Courting Courtney (1997)
- シック・アズ・シーヴス Thick as Thieves (1999)
- スチュアート・リトル Stuart Little (1999)
- 学園天国 Whatever It Takes (2000)
- ベートーベン3 Beethoven's 3rd (2000) ※ビデオ作品
- ベートーベン4 Beethoven's 4th (2001) ※ビデオ作品
- Ain't It Cool News (2001)
- タイムマイン Clockstoppers (2002)
- アメリカ、家族のいる風景 Don't Come Knocking (2005)
- モンスターズ・ユニバーシティ Monsters University (2013) ※声の出演

### テレビドラマ
- ブラザーズ Brothers (1988)
- Hard Time on Planet Earth (1989)
- On the Television (1990)
- Riders in the Sky (1991)
- あなたにムチュー Mad About You (1994)
- Hope & Gloria (1995)
- 3rd Rock from the Sun (1997)
- ハロー! スーザン Suddenly Susan (1999)
- Maybe It's Me (2001 - 2002)
- According to Jim (2002)
- そりゃないぜ!? フレイジャー Frasier (2003, 2004)
- セックス・アンド・ザ・シティ Sex and the City (2004)
- ジョーイ Joey (2006)
- The War at Home (2007)
- The Goode Family (2009)
- アメリカン・ゴッズ (2021)

### テレビアニメ
- Sammy (2000)
- ファミリー・ガイ Family Guy (2000, 2010)
- Baby Blues (2000, 2002)
- クラークス Clerks (2001)
- ティーモ・シュプリーモ Teamo Supremo (2002)
- スクービー・ドゥー What's New, Scooby-Doo? (2003)
- アニマル天国は今日も晴れ Father of the Pride (2004)
- バーンヤード Back at the Barnyard (2009)